# Phytobia errans
Phytobia errans är en tvåvingeart som beskrevs av Johann Wilhelm Meigen 1830. Phytobia errans ingår i släktet Phytobia och familjen minerarflugor.
Artens utbredningsområde är Tyskland. Arten har ej påträffats i Sverige. Inga underarter finns listade i Catalogue of Life.